# Eddy Arnold
Eddy Arnold (ur. 15 maja 1918 w Henderson, zm. 8 maja 2008 w Nashville) – amerykański muzyk country odznaczony Narodowym Medalem Sztuk.

## Życiorys
W 1936 zadebiutował w radiu. W wieku 18 lat odszedł z domu i rozpoczął karierę w Grand Ole Opry. Był wokalistą zespołu Pee Wee King. W 1944 nagrał swoją pierwszą płytę. Pierwszym jego sukcesem było wydanie w 1946 płyty That’s How Much I Love You. Zdobył przydomek „Tennessee Plowboy”. W latach 1947–1948 na 20 piosenek 13 zdobyło 1. miejsce na listach przebojów muzyki country. W 1955 wyjechał do Nowego Jorku, by móc zagrać z orkiestrą Hugo Winterhaltera. Nagrał z nimi albumy Cattle Call, The Richest Man (in the World). Pozwoliło mu to wyjść z kręgu muzyki country. Wraz z nadejściem ery rock and rolla jego popularność spadała.
W 1964 rozpoczął współpracę z Jerrym Purcellem. Ponownie zaczął odnosić sukcesy. Nagrał wówczas piosenkę Make The World Go Away. Współpraca z Billem Russellem ukształtowała jego styl lat 60. Koncertował z wieloma orkiestrami symfonicznymi we wszystkich miastach stanu Nowy Jork. Udało mu się dać dwa koncerty w Carnegie Hall. Pokazał się fanom z Hollywood w swoim domu Coconut Grove. Na jego koncerty w Las Vegas i Lake Tahoe wyprzedano wszystkie bilety. W latach 40. nagrał 4 albumy w wytwórni MDM Records. Były wśród nich największe przeboje I Wish That I Had Loved You Better, który był jednym z 20 przebojów roku 1974. Po tym sukcesie wydał płytę w wytwórni RCA Eddy oraz singel Cowboy. W 1999 zagrał koncert w Hotelu Orleans w Las Vegas z okazji swoich 81. urodzin.
W 2005 roku zrealizował swój ostatni album: After All These Years.

## Dyskografia
Poniższa lista przedstawia wyłącznie studyjne albumy piosenkarza. Jego pełna dyskografia, single, albumy, kompilacje oraz inne wydawnictwa opisane zostały w osobnym artykule.

- 1950: To Mother (RCA Victor)
- 1955: Wanderin' with Eddy Arnold (RCA Victor)
- 1956: Chapel on the Hill (RCA Victor)
- 1957: A Little on the Lonely Side (RCA Victor)
- 1957: When They Were Young (RCA Victor)
- 1958: My Darling, My Darling (RCA Victor)
- 1958: Praise Him, Praise Him (RCA Victor)
- 1959: Thereby Hangs a Tale (RCA Victor)
- 1959: Have Guitar Will Travel (RCA Victor)
- 1960: You Gotta Have Love (RCA Victor)
- 1962: One More Time (RCA Victor)
- 1962: Christmas with Eddy Arnold (RCA Victor)
- 1963: Our Man Down South (RCA Victor)
- 1963: Cattle Call (RCA Victor)
- 1963: Faithfully Yours (RCA Victor)
- 1964: Folk Song Book (RCA Victor)
- 1964: Sometimes I'm Happy, Sometimes I'm Blue (RCA Victor)
- 1964: Pop Hits from the Country Side (RCA Victor)
- 1965: The Easy Way (RCA Victor)
- 1965: My World (RCA Victor)
- 1966: I Want to Go with You (RCA Victor)
- 1966: The Last Word in Lonesome (RCA Victor)
- 1966: Somebody Like Me (RCA Victor)
- 1967: Lonely Again (RCA Victor)
- 1967: Turn the World Around (RCA Victor)
- 1968: The Everlovin' World of Eddy Arnold (RCA Victor)
- 1968: The Romantic World of Eddy Arnold (RCA Victor)
- 1968: Walkin' in Love Land (RCA Records)
- 1969: Songs of the Young World (RCA Records)
- 1969: The Glory of Love (RCA Records)
- 1969: The Warmth of Eddy (RCA Records)
- 1970: Love and Guitars (RCA Records)
- 1970: Standing Alone (RCA Records)
- 1971: Portrait of My Woman (RCA Records)
- 1971: Welcome to My World (RCA Records)
- 1971: Loving Her Was Easier (RCA Records)
- 1972: Lonely People (RCA Records)
- 1972: Eddy Arnold Sings for Housewives and Other Lovers (RCA Records)
- 1973: So Many Ways / If the Whole World Stopped Lovin' (MGM Records)
- 1973: She's Got Everything I Need (MGM Records)
- 1974: I Wished That I Had Loved You Better (MGM Records)
- 1975: The World (MGM Records)
- 1976: Eddy (RCA Records)
- 1977: I Need You All the Time (RCA Records)
- 1979: Somebody Loves You (RCA Records)
- 1980: A Legend and His Lady (RCA Records)
- 1981: A Man For All Seasons (RCA Records)
- 1982: Don't Give Up on Me (RCA Records)
- 1983: Close Enough to Love (RCA Records)
- 1991: You Don't Miss a Thing (RCA Records)
- 1997: Christmas Time (Curb Records)
- 2000: Seven Decades of Hits (Curb Records)
- 2005: After All These Years (RCA Records)